# 3j-символ
3j-символ Вигнера, называемый также 3jm-символом, — вещественная функция шести переменных (как правило, целых или полуцелых чисел). Находят применение в квантовой механике для сложения угловых моментов и связаны с коэффициентами Клебша — Гордана следующими формулами:
{\displaystyle {\begin{pmatrix}j_{1}&j_{2}&j_{3}\\m_{1}&m_{2}&m_{3}\end{pmatrix}}\equiv {\frac {(-1)^{j_{1}-j_{2}-m_{3}}}{\sqrt {2j_{3}+1}}}\langle j_{1}m_{1}j_{2}m_{2}|j_{3}(-m_{3})j_{1}j_{2}\rangle .}
3j-символы являются коэффициентами, с которыми состояние {\displaystyle |0\,0\rangle } раскладывается в виде трилинейной формы трёх угловых моментов:
{\displaystyle \sum _{m_{1}=-j_{1}}^{j_{1}}\sum _{m_{2}=-j_{2}}^{j_{2}}\sum _{m_{3}=-j_{3}}^{j_{3}}{\begin{pmatrix}j_{1}&j_{2}&j_{3}\\m_{1}&m_{2}&m_{3}\end{pmatrix}}|j_{1}m_{1}\rangle |j_{2}m_{2}\rangle |j_{3}m_{3}\rangle =|0\,0\rangle .}

## Обратная связь
Обратная связь между коэффициентами Клебша — Гордана и 3j-символами может быть найдена следующим образом: замечая, что j1 − j2 − m3 является целым числом, и делая подстановку
{\displaystyle m_{3}\rightarrow -m_{3}}, получим:
{\displaystyle \langle j_{1}m_{1}j_{2}m_{2}|j_{3}m_{3}j_{1}j_{2}\rangle =(-1)^{j_{1}-j_{2}+m_{3}}{\sqrt {2j_{3}+1}}{\begin{pmatrix}j_{1}&j_{2}&j_{3}\\m_{1}&m_{2}&-m_{3}\end{pmatrix}}.}

## Симметрия
Симметрия 3j-символов выражается более удобно, чем у коэффициентов Клебша — Гордана. 3j-символ инвариантен при чётной перестановке его столбцов:
{\displaystyle {\begin{pmatrix}j_{1}&j_{2}&j_{3}\\m_{1}&m_{2}&m_{3}\end{pmatrix}}={\begin{pmatrix}j_{2}&j_{3}&j_{1}\\m_{2}&m_{3}&m_{1}\end{pmatrix}}={\begin{pmatrix}j_{3}&j_{1}&j_{2}\\m_{3}&m_{1}&m_{2}\end{pmatrix}}.}
Нечётная перестановка столбцов приводит к домножению на фазовый фактор:
{\displaystyle {\begin{pmatrix}j_{1}&j_{2}&j_{3}\\m_{1}&m_{2}&m_{3}\end{pmatrix}}=(-1)^{j_{1}+j_{2}+j_{3}}{\begin{pmatrix}j_{2}&j_{1}&j_{3}\\m_{2}&m_{1}&m_{3}\end{pmatrix}}=(-1)^{j_{1}+j_{2}+j_{3}}{\begin{pmatrix}j_{1}&j_{3}&j_{2}\\m_{1}&m_{3}&m_{2}\end{pmatrix}}.}
Замена знака квантовых чисел {\displaystyle m} также даёт дополнительную фазу:
{\displaystyle {\begin{pmatrix}j_{1}&j_{2}&j_{3}\\-m_{1}&-m_{2}&-m_{3}\end{pmatrix}}=(-1)^{j_{1}+j_{2}+j_{3}}{\begin{pmatrix}j_{1}&j_{2}&j_{3}\\m_{1}&m_{2}&m_{3}\end{pmatrix}}.}

## Правила отбора
3j-символ Вигнера не равен нулю только при одновременном выполнении всех следующих условий:
{\displaystyle m_{1}+m_{2}+m_{3}=0,}
{\displaystyle j_{1}+j_{2}+j_{3}} — целое,
{\displaystyle |m_{i}|\leqslant j_{i},}
{\displaystyle |j_{1}-j_{2}|\leqslant j_{3}\leqslant j_{1}+j_{2}.}

## Скалярная инвариантность
Свёртка произведения трёх вращательных состояний с 3j-символами
{\displaystyle \sum _{m_{1}=-j_{1}}^{j_{1}}\sum _{m_{2}=-j_{2}}^{j_{2}}\sum _{m_{3}=-j_{3}}^{j_{3}}{\begin{pmatrix}j_{1}&j_{2}&j_{3}\\m_{1}&m_{2}&m_{3}\end{pmatrix}}|j_{1}m_{1}\rangle |j_{2}m_{2}\rangle |j_{3}m_{3}\rangle }
инвариантна при вращениях. Это очевидный факт, поскольку указанная сумма равна состоянию с нулевым моментом {\displaystyle |0\,0\rangle }, которое сферически симметрично.

## Ортогональность
3j-символы удовлетворяют следующим свойствам ортогональности:
{\displaystyle (2j+1)\sum _{m_{1}m_{2}}{\begin{pmatrix}j_{1}&j_{2}&j\\m_{1}&m_{2}&m\end{pmatrix}}{\begin{pmatrix}j_{1}&j_{2}&j'\\m_{1}&m_{2}&m'\end{pmatrix}}=\delta _{jj'}\delta _{mm'},}
{\displaystyle \sum _{jm}(2j+1){\begin{pmatrix}j_{1}&j_{2}&j\\m_{1}&m_{2}&m\end{pmatrix}}{\begin{pmatrix}j_{1}&j_{2}&j\\m_{1}'&m_{2}'&m\end{pmatrix}}=\delta _{m_{1}m_{1}'}\delta _{m_{2}m_{2}'}.}

## Связь со сферическими гармониками
Через 3j-символы выражаются интегралы от произведения трёх сферических гармоник:
{\displaystyle \int Y_{l_{1}m_{1}}(\theta ,\varphi )Y_{l_{2}m_{2}}(\theta ,\varphi )Y_{l_{3}m_{3}}(\theta ,\varphi )\,\sin \theta \,d\theta \,d\varphi ={\sqrt {\frac {(2l_{1}+1)(2l_{2}+1)(2l_{3}+1)}{4\pi }}}{\begin{pmatrix}l_{1}&l_{2}&l_{3}\\0&0&0\end{pmatrix}}{\begin{pmatrix}l_{1}&l_{2}&l_{3}\\m_{1}&m_{2}&m_{3}\end{pmatrix}},}
где {\displaystyle l_{1}}, {\displaystyle l_{2}} и {\displaystyle l_{3}} являются целыми числами.

## Связь с интегралами от сферических гармоник со спиновыми весами
{\displaystyle \int d{\mathbf {\hat {n}} }{}_{s_{1}}Y_{j_{1}m_{1}}({\mathbf {\hat {n}} }){}_{s_{2}}Y_{j_{2}m_{2}}({\mathbf {\hat {n}} }){}_{s_{3}}Y_{j_{3}m_{3}}({\mathbf {\hat {n}} })=(-1)^{m_{1}+s_{1}}{\sqrt {\frac {(2j_{1}+1)(2j_{2}+1)(2j_{3}+1)}{4\pi }}}{\begin{pmatrix}j_{1}&j_{2}&j_{3}\\m_{1}&m_{2}&m_{3}\end{pmatrix}}{\begin{pmatrix}j_{1}&j_{2}&j_{3}\\-s_{1}&-s_{2}&-s_{3}\end{pmatrix}}.}

## Выражение в явном виде
{\displaystyle {\begin{aligned}{\begin{pmatrix}j_{1}&j_{2}&j_{3}\\m_{1}&m_{2}&m_{3}\end{pmatrix}}&\equiv \delta (m_{1}+m_{2}+m_{3},0)(-1)^{j_{1}-j_{2}-m_{3}}{}{\sqrt {\frac {(j_{1}+j_{2}-j_{3})!(j_{1}-j_{2}+j_{3})!(-j_{1}+j_{2}+j_{3})!}{(j_{1}+j_{2}+j_{3}+1)!}}}\ \times {}\\[6pt]&\times {\sqrt {(j_{1}-m_{1})!(j_{1}+m_{1})!(j_{2}-m_{2})!(j_{2}+m_{2})!(j_{3}-m_{3})!(j_{3}+m_{3})!}}\ \times {}\\[6pt]&\times \sum _{k=K}^{N}{\frac {(-1)^{k}}{k!(j_{1}+j_{2}-j_{3}-k)!(j_{1}-m_{1}-k)!(j_{2}+m_{2}-k)!(j_{3}-j_{2}+m_{1}+k)!(j_{3}-j_{1}-m_{2}+k)!}}.\end{aligned}}}
Суммирование выполняется по тем целым значениям k, для которых аргумент каждого факториала в знаменателе неотрицателен, т.е. пределы суммирования K и N принимаются равными: нижний {\displaystyle K=\max(0,j_{2}-j_{3}-m_{1},j_{1}-j_{3}+m_{1}),} верхний {\displaystyle N=\min(j_{1}+j_{2}-j_{3},j_{1}-m_{1},j_{2}+m_{2}).} Факториалы отрицательных чисел условно принимаются равными нулю, так что значения 3j-символа при, например, {\displaystyle j_{3}>j_{1}+j_{2}} или  {\displaystyle j_{1}<m_{1}} автоматически обнуляются.

## Прочие свойства
{\displaystyle \sum _{m}(-1)^{j+m}{\begin{pmatrix}j&j&J\\m&-m&0\end{pmatrix}}={\sqrt {\frac {2j+1}{2J+1}}}\delta _{J0}.}
{\displaystyle {\frac {1}{2}}\int _{-1}^{1}dxP_{l_{1}}(x)P_{l_{2}}(x)P_{l}(x)={\begin{pmatrix}l&l_{1}&l_{2}\\0&0&0\end{pmatrix}}^{2}.}